# Loïc Gasch
Loïc Gasch (Sainte-Croix, 14 agosto 1994) è un altista svizzero.

## Biografia
È il detentore del record nazionale nel salto in alto con 2,33 metri, fatto registrare l'8 maggio 2021 a Losanna, superando così il precedente primato di Roland Dalhäuser che durava dal 1981.

## Record nazionali
- Salto in alto: 2,33 metri ( Losanna, 8 maggio 2021)

## Palmarès
| Anno | Manifestazione  | Sede     | Evento        | Risultato | Prestazione | Note                                     |
| ---- | --------------- | -------- | ------------- | --------- | ----------- | ---------------------------------------- |
| 2015 | Europei U23     | Tallinn  | Salto in alto | 17º (q)   | 2,10 m      |                                          |
| 2018 | Europei         | Berlino  | Salto in alto | 10º       | 2,19 m      |                                          |
| 2021 | Giochi olimpici | Tokyo    | Salto in alto | 23º (q)   | 2,21 m      |                                          |
| 2022 | Mondiali indoor | Belgrado | Salto in alto | Argento   | 2,31 m      | Miglior prestazione personale stagionale |
| 2022 | Mondiali        | Eugene   | Salto in alto | 22º (q)   | 2,21 m      |                                          |
| 2023 | Europei indoor  | Istanbul | Salto in alto | 7º        | 2,15 m      |                                          |